# پایگاه هوایی اردینگ
پایگاه هوایی اردینگ (به انگلیسی: Erding Air Base) (به زبان بومی: Fliegerhorst Erding) یک فرودگاه نظامی است که یک باند فرود آسفالت دارد و طول باند آن ۲۵۲۱ متر است. این فرودگاه در شهر اردینگ کشور آلمان قرار دارد و در ارتفاع ۴۶۲ متری از سطح دریا واقع شده است.

## نگارخانه

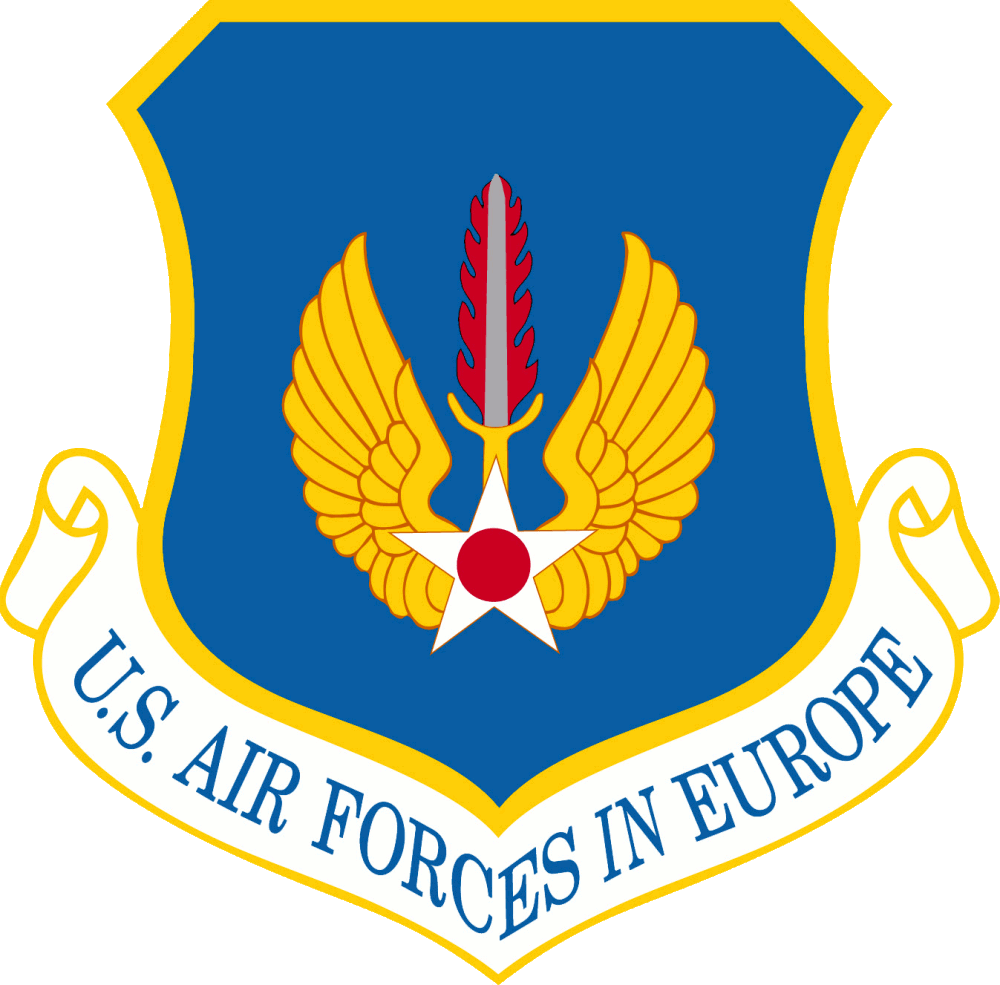
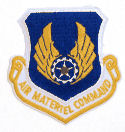
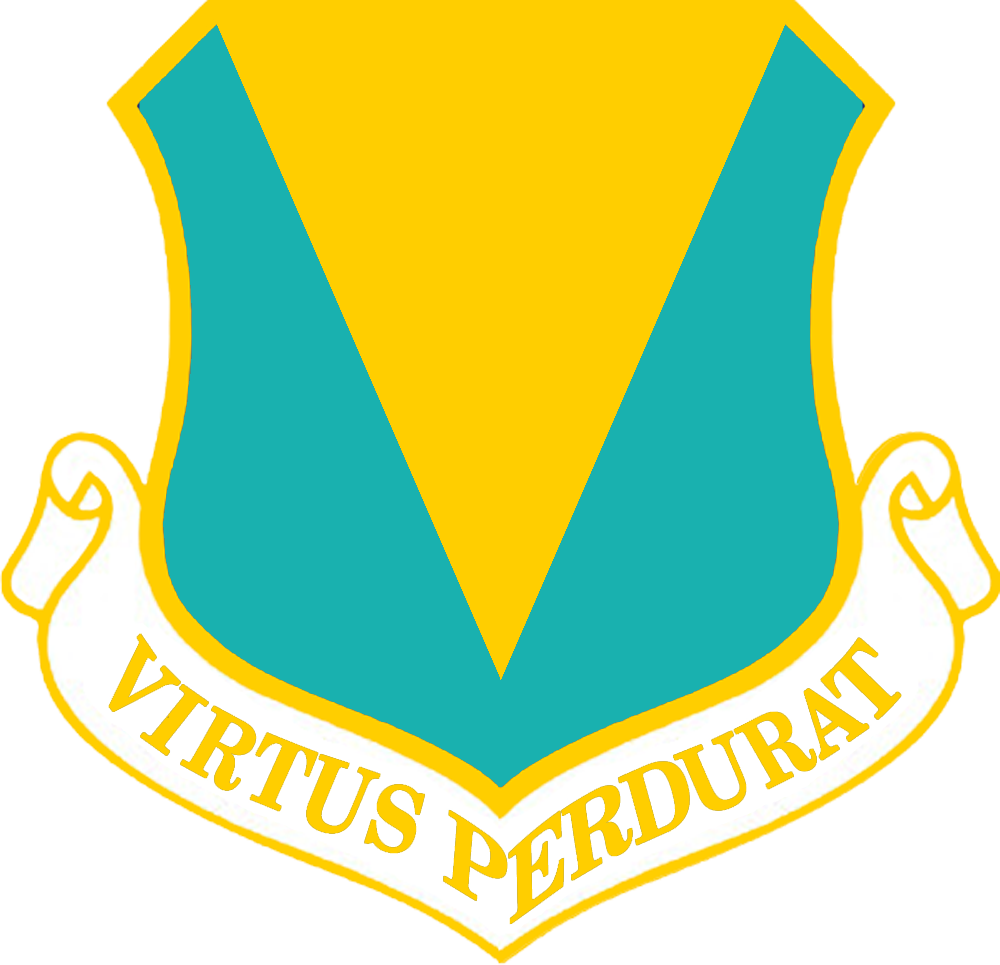